# Фенспірид
Фенспірид (МНН; англ. Fenspiride chlorhydrate) — синтетичний препарат, що є похідним оксазолідинонів, що має властивості нестероїдного протизапального препарату, антигістамінних препаратів і бронходілятуючі властивості; та застосовується у лікуванні захворювань дихальної системи, для перорального застосування. Фенспірид уперше синтезований у Франції компанією «Laboratoires Servier» та розповсюджується у Франції та країнах Західної Європи під торговою маркою «Pneumorel», а в Росії та Україні під торговою маркою «Ереспал».
У лютому 2019 року препарат був відкликаний ЄМА, з французького, казахстанського та російського ринків у зв'язку з появою клінічних даних про подовження інтервалу QT у пацієнтів, що приймали фенспірид. Подовження цього інтервалу призводить до явища «re-entry», що тягне за собою виникнення фібриляції шлуночків.
Згодом відкликаний в Україні та решті із 32 країн, де був зареєстрований.

## Фармакологічні властивості
Фенспірид — синтетичний препарат, що є похідним оксазолідинонів та має протизапальні, бронходілятуючі, антигістамінні і міотропні спазмолітичні властивості. Механізм дії препарату полягає у інгібуванні активності ферменту фосфоліпази А2, що призводить до обмеження вивільнення арахідонової кислоти та внаслідок цього зниження вироблення простагландинів, тромбоксану А2 і лейкотрієнів, що призводить до зниження дії основних прозапальних факторів у дихальних шляхах та зменшенням запального процесу. При застосуванні фенспіриду знижується продукція цитокінів, вільних радикалів та фактору некрозу пухлини TNFa, зменшується міграція ефекторних клітин запалення до епітелію дихальних шляхів. Під впливом препарату також знижується секреція бокаловидних клітин епітелію дихальних шляхів, що призводить до зниження продукції та об'єму виділення муцину, і як внаслідок цього — покращення відходження мокротиння. Фенспірид також має здатність блокувати Н1-рецептори гістаміну, що забезпечує протинабрякову дію препарату; а також α1-адренорецептори, що при передозуванні фенспіриду може викликати гіпотонію. У зв'язку зі зниженням продукції тромбоксану фенспірид має також здатність знижувати агрегацію тромбоцитів та еритроцитів, а також зменшення внутрішньої агрегації еритроцитів, що також сприяє покращенню мікроциркуляції в легенях. При тривалому застосуванні фенспіриду спостерігається зменшення симптоматики хронічних обструктивних захворювань легень (зменшення задишки, кашлю та відходження мокротиння), покращення функції газообміну в легенях, покращення показників функції зовнішнього дихання, підвищення толерантності до фізичних навантажень та покращення реологічних властивостей крові.

### Фармакокінетика
Фенспірид добре всмоктується в шлунково-кишковому тракті після перорального застосування, біодоступність препарату складає 90 %. Максимальна концентрація фенспіриду в крові досягається протягом 6 годин. Дані щодо метаболізму препарату в організмі відсутні, згідно з експериментальними даними, ймовірне проникнення фенспіриду через плацентарний бар'єр. Виводиться фенспірид з організму переважно із сечею (90 %), а також із калом (10 %); період напіввиведення препарату складає в середньому 12 годин.

## Показання до застосування
Фенспірид застосовується для усунення функціональних симптомів (кашель та надмірне виділення мокротиння) при гострих та хронічних захворюваннях дихальної системи, при бронхіальній астмі, сезонному та цілорічному алергічному риніті; для лікування гострих та хронічних захворювань ЛОР-органів; для лікування респіраторних симптомів при кору, коклюші та грипу. У клінічних дослідженнях спостерігався позитивний ефект при застосуванні фенспіриду при саркоїдозі.

## Побічна дія
При застосуванні фенспіриду можуть спостерігатися наступні побічні ефекти:
- Алергічні реакції — рідко (0,01—0,1 %) висипання на шкірі, еритема шкіри, кропив'янка, набряк Квінке.
- З боку травної системи — часто (1—10 %) нудота, біль у животі, диспепсія.
- З боку нервової системи — рідко (0,01—0,1 %) сонливість.
- З боку серцево-судинної системи — рідко (0,01—0,1 %) тахікардія.

## Протипокази
Фенспірид протипоказаний при підвищеній чутливості до препарату. Препарат застосовується дітям віком від 4 місяців. З обережністю фенспірид застосовується при вагітності. Не рекомендовано застосування фенспіриду в період годування грудьми.

## Форми випуску
Фенспірид випускається у вигляді таблеток по 0,08 г та 0,2 % сиропу по 150 мл.

## Синоніми
- Decaspir
- Espiran
- Eurespal
- Fenspin
- Fenspir
- Fluiden
- Pneumorel
- Respiride[24]